# Rościn Krajeński
Rościn Krajeński – nieistniejący przystanek osobowy w Rościnie w Polsce, w województwie zachodniopomorskim, w powiecie myśliborskim, w gminie Myślibórz.